# De Cive
De Cive (Du Citoyen) est le titre abrégé de l'une des œuvres majeures de Thomas Hobbes, écrite en latin dont l'intitulé complet de la première édition de 1642 à Paris est Elementorum philosophiae sectio tertia de cive et  Elementa philosophica de cive dans l'édition suivante parue en 1647 à Amsterdam. La traduction de l'ouvrage en anglais paraît quatre ans plus tard à Londres (1651), sous le titre Philosophicall rudiments concerning government and society (Rudiments philosophiques concernant le gouvernement et la Société).
Il anticipe des thèmes repris dans son ouvrage mieux connu Léviathan. La célèbre phrase bellum omnium contra omnes (« la guerre de tous contre tous ») figure initialement dans De Cive.

## Contexte
De Cive est le premier ouvrage d'une trilogie dans laquelle Hobbes traite de la connaissance humaine, les deux autres étant De Corpore (Du Corps), publié en 1655 et De Homine (De l'Homme), publié en 1658. En raison de l'agitation politique de l'époque, à savoir les troubles qui mèneront à la Guerre Civile de 1642, Hobbes se hâte d'amener à maturité et rédige en premier le texte de De Cive, prévu pour conclure la trilogie. Celui-ci comporte trois parties : Libertas (la liberté), Imperium (l'Empire), et Religio (la religion). Dans la première partie, il décrit l'état naturel de l'homme face aux lois naturelles ; dans la deuxième, il insiste sur la nécessité d'établir un gouvernement stable. Enfin, la troisième partie est consacrée à l'étude du rôle de la religion.

## Publication
De Cive est achevé en novembre 1641, c'est-à-dire avant la Guerre Civile anglaise ; par conséquent, les arguments repris une décennie plus tard dans Léviathan ne peuvent avoir été exclusivement influencés par cette guerre. Le livre est publié en latin en 1642 ; une version révisée paraît en 1647 dans cette même langue. Il est ensuite traduit en anglais et intitulé Philosophicall Rudiments Concerning Government and Society (publié en 1651). Selon John Aubrey, Hobbes aurait traduit lui-même une partie de son texte en anglais avec un succès tel que le traducteur qui s'était vu d'abord confier cette tâche aurait préféré laisser Hobbes faire le reste du travail ; on ne sait pas si cela a été effectivement le cas.
L'édition bilingue latin-anglais de H. Warrender (Oxford : Clarendon Press, 1983), fait habituellement référence.